# Димитриј Мерешковски
Димитриј Сергејевич Мерешковски (рус. Дми́трий Серге́евич Мережко́вский; 2. август 1866 — 9. децембар 1941) био је руски писац, пјесник, вјерски мислилац, драматург, преводилац, историчар и књижевни критичар. Истакнути је представник Сребрног доба, познат је као један од оснивача руског симболизма, зачетник новог жанра историозофског романа за руску књижевност, један од пионира религиозно-филозофског приступа анализи књижевности, истакнути есејиста и књижевни критичар.
Филозофске идеје и радикални политички ставови, изазвали су оштре и двосмислене реакције, али су га чак и противници препознали као изванредног писца, жанровског иноватора и једног од најоригиналнијих мислилаца 20. вијека. Заједно са својом женом, пјесникињом Зинаидом Хипиус, два пута је био присиљен на политичко изгнанство. Током другог изгнанства (1918—1941) наставио је да објављује романе и стекао је признање као критичар Совјетског Савеза.
Откако га је Котљаревски предложио 1914. био је десет пута номинован за Нобелову награду за књижевност, коју је био близу да добије 1933.

## Дјетињство и образовање
Димитриј Сергејевич Мерешковски рођен је 2. августа 1866. године у Санкт Петербургу, као шести син у породици. Његов отац Сергеј Иванович Мерешковски служио је као високи званичник код неколико руских локалних гувернера (укључујући и кабинет И. Д. Тализина у Оренбургу) прије него што је ушао у Дворску канцеларију Александра  као државни савјетник, а пензионисан је 1881. са чином тајног саветника. Његова мајка Варвара Васиљевна Мерешковска (рођена Чеснокова) била је ћерка шефа канцеларије начелника полиције Санкт Петербурга. Била је заљубљена у умјетност и књижевност, а Димитриј Мерешковски је касније написао да му је она је била водиља кроз прилично усамљено дјетињство, написавши о осјећајима породице: „постао је сродан осјећају усамљености, које је најдубљу утјеху налазило у поезији самоће међу мочварним гајевима и барама Елагинског парка преплављеног сјенкама прошлости.“ Било је само три особе са којима је имао икакве сродности током цијелог свог живота, а биограф Јуриј Зобнин је истакао је његова мајка, жена „ријетке љепоте и анђеоске природе“, била прва и најважнија од њих. Његов прадјед Фјодор Мерешко је служио као војни старјешина у Глухиву. Дједа Иван Федорович је последњих година 18. вијека, за вријеме владавине цара Павла , дошао у Санкт Петербург и као племић ступио у Измаиловски пук са млађим чином. О свом дједи касније је написао: „тада је, вјероватно, промијенио своје малоруско презиме Мерешко у руско Мерешковски“. Из Санкт Петербурга је Иван Федорович пребачен у Москву и учествовао је у рату 1812. године, у Наполеоновој инвазији на Русију. Жена му је била Јелисавета Васиљевна Курбскаја, потомак познате кнежевске породице Кубскај. Породица Мерешковски је имала шест синова и три ћерке. Димитриј, најмлађи од синова, одржавао је блиску везу само са Константином, касније познатим биологом.
Дјетињство је провео на Елагинском острву у Санкт Петербургу, у викендици налик палати која је служила као љетња дача за породицу. У граду су заузели стару кућу на углу Неве и Фонтанке код Пречечног моста, наспрам Љетње баште. Такође су посједовали велико имање на Криму, поред пута који води до водопада Учан-Су. Касније је написао: „сјајна палата Ореанда, сада у рушевинама, остаће са мном заувијек. Бијели мермерни стубови наспрам плавог мора... за мене је то безвременски симбол античке Грчке.“ Сергеј Мерешковски, иако је био богат човјек, водио је аскетски живот, одржавајући своје домаћинство „мршавим и штедљивим“. Он је то видио и као моралну профилаксу за своју дјецу, сматрајући тежњу за луксузом и непромишљено трошење као два најсмртоноснија гријеха. Родитељи су много путовали, а стара њемачка домаћица Амалија Христијановна проводила је много времена са дјецом, забављајући их руским бајкама и библијским причама. Њено приповиједање о животу светаца помогло је Димитрију да развије религиозна осјећања у својим раним тинејџерским годинама. Истраживачи су истакли да је „психологија синовљевог супротстављања оцу“ много година касније доживјела „сложен интелектуални и духовни развој“ и да је послужила као духовна основа за многе историјске списе Мерешковског. Он је касније написао: „сада ми се чини да је у њему било много доброг. Али, суморан, прекаљен тешком бирократском траком Николајевског времена, није успио да среди породицу. Било нас је деветоро: шест синова и три ћерке. У дјетињству смо живели прилично пријатељски, али смо се онда растали, јер није било праве духовне везе, која је увијек долазила од оца, између нас.“
Године 1876. придружио се елитној гимназији, Трећој класичној гимназији у Санкт Петербургу. Године проведене тамо касније је описао једном рјечју као „смртоносне“, сјећајући се само једног учитеља као пристојне особе — Кеслера Латинисте, написавши: „добронамјеран сигурно никада није био, али је бар љубазно погледао.“ Са тринаест година, почео је да пише пјесме, чији је стил касније дефинисао као имитацију Пушкинове пјесме  Бахчисарайский фонтан. Био је фасциниран Молијеровим дјелима до те мјере да је формирао Молијеров круг у Гимназији. Група није расправљала ни о чему политичком, али је ипак заинтересовала тајну полицију. Сви њени чланови су један по један позивани у сједиште Трећег одјељења сопствене канцеларије Његовог императорског величанства код Полицијског моста да буду саслушани. Сматра се да су само напори Сергеја Мерешковског спријечили да његов син буде искључен из школе.

## Каријера

### Почеци
Иако није волио свог оца, стиснутих горњих усана и каменог лица, касније је морао да му ода признање што је први примијетио и, на свој безосјећајни начин, цијенио његове прве поетске вјежбе. У јулу 1879. године, у Алупки, на Криму, Сергеј Иванович је упознао Димитрија са легендарном принцезом Јекатерином Воронцовом, некада Пушкиновом љубавницом. Она се дивила дјечаковим стиховима, а Зобнин је истакао да је она у њему угледала неопходну поетичку особину: метафизичку осјетљивост младе душе и охрабрила га да настави своје дјело. Године 1880. отац је, искористивши своје познанство са грофицом Софијом Андрејевном, удовицом пјесника Алексеја Толстоја, довео је сина код Фјодора Достојевског у кућу у Кузњечној улици. Он је читао црвенећи се и муцајући због нервозе. Достојевски је слушао са нестрпљивим љутњом, а затим је рекао: „Слабо... слабо... није добро. .. да бисте добро писали, морате да патите, патите.“ Његов отац је одговорио: „не, боље је не писати, само немој да патиш!“ Пишчева оцјена је увриједила и изнервирала Мерешковског. Своју дебитантску публикацију објавио је исте године у петербуршком часопису Живописное обозрение, који је објавио двије његове пјесме — Мали облак и Јесења мелодија. Годину дана касније, још једна пјесма Нарцис је укључена у добротворну компилацију за сиромашне студенте, коју је уредио Пјотр Јакубович.
На јесен 1882. присуствовао је једном од првих јавних читања Семјона Надсона и, дубоко импресиониран, написао му је писмо. Надсон му је убрзо постао најближи и једини пријатељ поред мајке. Каснији истраживачи су истакли да је постојала нека мистерија коју су дијелили њих двојица, нешто у вези са „фаталном болешћу, страхом од смрти и чежњом за вјером као противотровом за такав страх“. Надсон је умро 1887. а Варвара Васиљевна двије године касније; осјећајући да је изгубио све што је икада имао на свијету, упао је у дубоку депресију.
У јануару 1883. часопис Отечественные записки објавио је још двије његове пјесме. Сакја-Муни, најпознатији од његових ранијих дјела, ушао је у популарне пјесничке рециталне компилације тог времена и учинио аутора готово славним. До 1896. године оцијењен је као „добро познати пјесник“ у Енциклопедијском рјечнику Брохауса и Ефрона. Годинама касније, пошто је стекао славу као романописац, осјетио је непријатност због своје поезије и, док је састављао своју прву Комплетну серију касних 1900-их, пресјекао је дио поезије на неколико дјелова. Његове пјесме су остале популарне, а неки познати руски композитори, међу којима су и Сергеј Рахмањинов, Александар Гречанинов и Петар Чајковски, ставили су их на десетине у музику.

### Универзитетске године
Од 1884. до 1889. године, студирао је историју и филологију на Универзитету у Санкт Петербургу, гдје је докторирао одбранивши дипломски есеј о Мишелу де Монтењу. Научио је неколико страних језика и развио интересовање за француску књижевност, филозофију позитивизма, као и за теорије Џона Стјуарта Мила и Чарлса Дарвина. Он је истакао да му студентске године нијесу биле радосне; у својој аутобиографији из 1913. године, написао је: „Универзитет ми није дао ништа више од Гимназије. Никада нисам имао право — ни породицу, ни образовање.“ Једини предавач којег се радо сјећао био је Орест Милер,  историчар књижевности и први биограф Достојевског, који је у свом стану окупио књижевни круг о домаћој књижевности.
Године 1884. Мерешковски се заједно са Надсоном придружио Књижевном друштву Санкт Петербурга, на препоруку Алексеја Плешчејева, који га је упознао са породицом Карла Давидова, шефа Санкт Петербуршког конзерваторијума. Његова супруга Ана Аркадјевна постала је издавач Мерешковског 1890-их, а њихова ћерка Јулија, постала је његово прво снажно, чак и пролазно романтично интересовање. У Давидовом кругу, мијешао се са афирмисаним књижевницима тог времена — Иваном Гончаровим, Аполоном Мајковом и Јаковом Полонским, као и са Николајем Михајловским и Глебом Успенским, двојицом истакнутих народника које је касније сматрао својим првим правим учитељима.
Под вођством Успенског, док је још био студент кренуо је на путовање кроз руске провинције, гдје је срео многе људе, посебно вође вјерских култова. Остао је неко вријеме у селу Чудово гдје је живио Успенски и обојица су провела многе ноћи разговарајући о стварима попут „религиозног смисла живота“, „космичке визије обичног човјека“ и „снаге земље“. Под утицајем Успенског, током студентског распуста, путовао је дуж Волге, гдје је упознао народног проповједника блиског толстојизму — Василија Сјутајева, оснивача вјерске доктрине „неотпора и моралног самоусавршавања”. Касније је са истим циљевима посјетио Оренбург, Уфу и Тверску губернију, неко вријеме озбиљно разматрајући да напусти пријестоницу и да се „настани у залеђу“ као сеоски учитељ.
Други велики утицај на њега имао је Михајловски, који га је упознао са уредницима књижевног часописа Северный вестник, који је основао са Давидовим. Тамо је упознао Владимира Короленка и Всеволода Гаршина, а касније и Николаја Минског, Константина Балмонта и Фјодора Сологуба, будуће вође покрета руског симболизма. Први његов чланак за часопис, под називом „Сељак у француској књижевности“, узнемирио је Михајловског, који је у свом младом штићенику примијетио склоност мистицизму, нешто чему он сам није био склон.
Године 1886. претрпио је тешку болест, чији детаљи нису познати а што је на њега оставило снажан утисак и послужило је као један од главних разлога његовог окретања вјери. Почетком 1888. дипломирао је на универзитету и кренуо на турнеју по јужној Русији, почевши од Одесе. У Боржомију је упознао 19-годишњу пјесникињу Зинаиду Гипијус. Њих двоје су се заљубили и 18. јануара 1889. вјенчали су се у Тифлису, чинећи, према мишљењу критичара, вјероватно најплоднији и најутицајнији пар у историји руске књижевности. Убрзо су се уселили у своју нову кућу у Санкт Петербургу, која је била свадбени поклон мајке Мерешковског.

### 1880—1895
Највећи књижевни деби имао је објављивањем збирке Пјесме (1883–1888), која га је довела у фокус најповољније критичке пажње, али чак ни уз еп Авакум објављен исте године, није могао да ријеши финансијске проблеме своје породице. Како би помогла, Гипијус је почела да пише белетристику, правивши романе и новелете чијих назива касније није могла да се сјети. Повремени поклони Сергеја Мерешковског такође су им помогли да одрже свој скромни буџет. Главне теме његове поезије осамдесетих година 19. вијека биле су „усамљеност пјесника, илузорност живота и варљивост осјећања“; његове пјесме су одликовале „биљешке жалосног грађанства, сумње, разочарења у високе тежње, минорне присности, прелази са декларативних идеолошких у исповиједне интонације, од пјесничких апстракција до величанствених декларативних поређења“. Касније је истакнуто да је он, пошто није био у буквалном смислу ријечи „грађански“ пјесник, својевољно развијао мотиве љубави према ближњем (Сакја-Муни) и спремности да страда за своја увјерења (Авакум').
Пошто је у то вријеме изгубио интересовање за поезију, развио је снажан афинитет према грчкој драми и објавио је преводе Есхила, Софокла и Еурипида у часопису . Ти и неки од његових каснијих превода са старогрчког (попут прозне верзије романа Дафнис и Хлоја 1896), били су готово непримијећени од стране критичара у то вријеме, док су касније, према биографу Јурију Зобнину, постали понос руске школе класичних превода.
Крајем 1880-их, дебитовао је као књижевни критичар есејем о Антону Чехову под насловом „Новорођени таленат који се суочава са истим старим питањем“, у издању часописа Северный вестник. Уочивши у прози свог субјекта „сјеме ирационалне, алтернативне истине“, Мерешковски је нехотице прекинуо пријатељство са Михајловским и забављао Чехова који је у свом писму Плешчјеву навео „узнемирујући недостатак једноставности“ као главну грешку чланка. Наставио је у истом тону и тако измислио читав нови жанр филозофског есеја као форму критичке тезе, нешто што је дотад било незапамћено у руској књижевности. Његови биографски комади Мережковског о Пушкину, Достојевском, Гончарову, Мајкову, Короленку, Плинију и Калдерону, скандализовали су савремени књижевни кадар. Касније, сабрани у збирку под називом Вјечни сапутници, ови есеји су проглашени за модерне класике, а аутор је похваљен као најсуптилнији и најдубљи руски књижевни критичар с краја 19. и почетка 20. вијека, од стране историчара књижевности Аркадија Долињина. Збирка је почетком 1910-их постала толико цијењено дјело књижевне умјетности да је званично изабрана као почасни поклон одличним матурантима.
У мају 1890. године, Љубов Гуревич, нова власница обновљеног часописа Северный вестник, претворила је некадашње сигурно уточиште народа у узбудљив клуб за чланове надолазеће експерименталне књижевне сцене, коју су клеветници означили као „декадентну“. Тамо је објављена нова драма Мерешковског под називом Силвио, а затим и превод пјесме Едгара Алана Поа — Гавран. За њега су се заинтересовали и други часописи: Русская мысль је објавио његову пјесму Вера, која је касније укључена у његову компилацију под називом Симболи, а која је хваљена као једно од раних ремек-дјела руског симболизма, док је истакнуто да њен шарени мистицизам представља здрав противотров народним „одмишљањима“ о друштвеном животу. Критичари су истакли да о Брјусов „апсолутно заљубио у то“, а Пјотр Перцов је годинама касније написао: „за мој млади ум, Вера Мерешковског је звучала много боље од овог досадног и старомодног Пушкина.“
Русская мысль је објавила пјесму Породична идила 1890. док је годину дана касније, у часопису Северный вестник, објављена још једна симболична пјесма, под називом Смрт. Године 1891. са женом је отпутовао у Европу, а боравио је углавном у Италији и Француској. Пјесму Крај вијека, која је била инспирисана европским путовањем, објавио је двије године касније. По повратку кући, остали су неко вријеме у дачи његове жене у [[Вишњи Волочок|Вишњем Волочјоку; ту је Мерешковски почео да ради на свом првом роману, под називом Смрт богова. Јулијан Отпадник. Годину дана касније био је завршен, али се до тада ситуација у часопису Северный вестник промијенила: огорчен наметљивим уређивачким методама Акима Волинског, Мерешковски је прекинуо везе са часописом, бар на неко вријеме. Крајем 1891. објавио је превод Софоклове Антигоне у часопису Вестник Европы, дио Гетеовог спјева Фауст (Русское обозрение) и Еурипидовог Хиполита (Вестник Европы), који је изашао 1893. године, након другог путовања у Европу, приликом којег су се први пут срели са Дмитријем Философовим. Живописни утисци Мережковског о Грчкој и потоњи налет нових идеја дали су основу за његов други роман.
Идеје популизма су га касније приближиле секташтву. У јуну 1902. године са супругом је посјетио обале језера Светлојар у губернији Нижњи Новгород (чије обале, према легенди, крију град Китеж), гдје су блиско комуницирали са старовјерцима. Михаил Пришвин, који је неколико година касније пролазио туда, написао је да су му секташи из удаљеног костромског села рекли: „Мерешковски је наш, говорио нам је у параболама.“ Касније, док је сакупљао материјал за роман о царевићу Алексеју Алексејевичу, Мерешковски је посјетио Кершенске шуме у Семјоновском округу, сједишту руског раскола. Василиј Розанов је написао: „немогуће је пренијети сав ентузијазам са којим је говорио о овом крају и о људима. Бољарин (како су га тамо звали), сио је на пањ, говорио о Апокалипси... и од прве ријечи је већ био разумљив сељацима. Толико година, нечувен у Санкт Петербургу, несхваћен, сретао се у шумама Кершенског са задржаним дахом, приговорима и питањима која су понављала само његова. Коначно, „пијани играч” у симболима, нашао је партнера за себе.” Мерешковски је касније написао: „било је много дјетињастог, неозбиљног, али ипак искреног у мом популизму и драго ми је што је то било у мом животу и није прошло без трага за мене.“

#### Манифест симболизма
Године 1892. други том његове поезије, под називом Симболи. Поеме и пјесме. Књига, која је написана под утицајем Едгара Алана Поа и Шарла Бодлера, али и са нијансама ауторових новопронађених религиозних идеја, постала је омиљена млађој читалачкој публици. Од старијих писаца, једино је Јаков Полонски подржавао књигу. У октобру 1892. његово предавање „Узроци опадања савремене руске књижевности и нови токови у њој“, прво је јавно прочитано, а затим је изашло у штампи. Остављајући по страни ознаку „декадентност“, тврдио је да се све три црте модерне умјетности — „мистична суштина, симболички језик и импресионизам“, могу пратити до дјела Лава Толстоја или Достојевског, као и да је руски модернизам наставак класичне традиције руске књижевности. Заједно са збирком Симболи, предавање је широко прихваћено као рани манифест руског симболизма. Општа реакција на то била је углавном негативна. Нашао се између двије ватре: либерали су осудили његове идеје као „ново мрачњаштво“, док су се чланови отмених књижевних салона с подсмјехом односили према његовим открићима. Само га је једна мања група људи једногласно подржала, а то је било особље часописа Северный вестник, који су га дочекали назад.
Током 1893. и 1894. године, објавио је бројне књиге, међу којима су драма Олуја је завршена и превод Софоклеове трагедије Краљ Едип, али новац који му је донио сав овај напоран рад био је оскудан. Пошто је писао роман, морао је да прихвати било који посао који му је понуђен. Крајем 1893. године, поново су се настанили у Санкт Петербургу, гдје су посјећивали Шекспиров круг, Полонске петке и окупљања Књижевног фонда. Тада су отворили и свој кућни салон, а Философов и Аким Волински су постали стални гости. Одједном је открио да ће његов дебитантски роман ипак бити објављен у часопису Северный вестник. Касније је откривено да је то дошло као резултат бурне тајне љубавне везе Гипијус са Акимом Волинским, једним од шефова часописа.

## Заоставштина
Током свог живота, поларизирао је мишљење у својој родној Русији, наводећи на себе и похвале и критике, повремено са истих страна. Према Јевгенију Јевтушенку, он је постао прва у Русији новог типа, универзална врста дисидента који је успио да узнемири скоро све који су сматрали да су одговорни за чување морала и поретка, написавши:
Царска влада је видјела Мерешковског као рушитеља државних темеља, патријарси званичног православља сматрали су га јеретиком, за књижевну академију био је декадент, за футуристе — ретроградан, за Лава Троцког, овог ватреног идеолога глобалне револуције — реакционар. Ријечи саосјећајног Антона Чехова дошле су и остале незапажене: „Он је вјерник, вјерник апостолске врсте“.
Према ријечима модерног биографа — Николајкина, „он ће наћи своје мјесто у историји поред Маркиза де Сада, Ничеа и Хенрија Милера, оним класицима којима би само неколицина могла приступити и цијенити их само ако их многи осуде и изопште.” У писму Николају Бердајеву, Мерешковски је написао: „у Русији ме нису вољели и грдили, у иностранству ме вољели и хвалили, али су ме и овдје и тамо погрешно разумјели.“
Мерешковском се приписује изузетна ерудиција, научни приступ писању, књижевни дар и стилска оригиналност. Према Бердајеву, као први икада (и, вјероватно једини) руски „кабинетски писац европског типа“, Мерешковски је био „један од најобразованијих људи у Санкт Петербургу у првој четвртини 20. вијека.“ Корнеј Чуковски, размишљајући о ужасном стању руске културне елите с почетка 20. вијека, изјавио је: „најкултурнији од свих њих било је то мистериозно, недокучиво, скоро митско створење, Мерешковски“. Антон Чехов је тражио да Руска академија наука још 1902. именује Мерешковског за свог почасног академика.
Мерешковски је био први у Русији који је формулисао основне принципе симболизма и модернизма, за разлику од „декаденције“, са којом се борио. Иако никада није претендовао на водећу улогу у покрету, према Корецкој, убрзо је постао нека врста згодне енциклопедије за идеологију симболизма, од које су други „могли да позајмљују естетске, друштвено-историјске, па чак и моралне идеје“. Додавши нову („мисаоно вођену“) димензију жанру историјског романа и претворивши га у модерну умјетничку форму, утицао је на Андреја Белог и Алексеја Ремизова, као и на Валерија Брјусова, Алексеја Толстоја, Михаила Булгакова и Марка Алданова. Он је био тај који је увео концепте као што су „модернистички роман“ и „симболични историјски роман“ на конзервативну руску књижевну сцену крајем 1890-их.
Мерешковског су хвалили као ангажованог есејисту и „мајстора жонглирања цитатима“. Неки критичари су се гнушали репетитивности у његовој прози, док су се други дивили његовом (у ширем смислу) музичком маниру употребе одређених идеја готово као симфонијских тема, што је у то вријеме било ново.
Његове филозофске, вјерске и политичке идеје сматране су доста контроверзнијима. Поред великог броја савремених сљедбеника, међу којима су Бели и Блок, скоро сви су касније постали критичари, а заинтересовани за његове теорије биле су бројне политичке личности (Фондамински, Керенски, Савинков), психолози (Фројд), филозофи (Бердајев, Рикерт, Степун), као и адвокати (Ковалевски). Томас Ман је о Мерешковском написао: „генијалан критичар и стручњак за свјетску психологију, који је други после Ничеа.“ Други значајни Њемци на које је Мерешковски утицао су Артур Молер ван ден Брук и Алфред Розенберг.
Каснији истраживачи су истакли да је Мерешковски био спреман да доведе у питање догме и осујети традицију не обазирући се на јавно мњење, никада не зазирући од контроверзи, па чак и скандала. Према Дафијеру, кључна је била његова „потрага за начинима превазилажења дубоке кризе до које је дошло као резултат губитка кредибилитета Руске традиционалистичке цркве“.

### Критике
У Русији је општи одговор на књижевне, културне и друштвене активности Мерешковског био негативан. Његова проза, иако је била стилски беспрекорна и повремено доступна, била је, према мишљењу критичара, елитистичка ствар за себе, „херметички затворена за неупућену већину“. Лав Троцки је 1911. написао: „изолујући се од стварног живота, Мерешковски је градио духовни храм за своју личну употребу. Ја и култура, ја и вјечност — то су биле његове теме које су се понављале.“
Упркос свом научно строгом, академском приступу процесу прикупљања и поновне обраде материјала, савремена академија је, уз мали изузетак, исмијавала Мерешковског, одбацујући га као даровитог шарлатана, склоног да преписује историју у складу са својим тренутним идеолошким и филозофским хировима. Због његове непоправљиве, како су многи видјели, склоности ка недосљедности, стари савезници су га напуштали, а нови су му прилазили опрезно. Василиј Розанов је 1909. написао:
Мерешковски је Ствар која непрестано говори; комбинација јакне и панталона која производи бујицу буке... Да би рашчистио терен за више говорне активности, једном у три године подвргава се тоталној промјени менталне гардеробе и наредне три године се бави пркосећи свим стварима које је раније одржавао.
Други његов бивши пријатељ — Мински, довео је у питање његов кредибилитет као критичара, проналазећи у његовим биографијама склоност да у својим субјектима види само оно што је желио да види, вјешто „преобличујући питања у тренутне одговоре“.
Упркос својој религиозности, никада није био популаран ни међу званичницима Руске православне цркве, нити међу вјерском интелектуалном елитом тог времена, људи попут Сергеја Булгакова, Павла Флоренског и Лева Шестова који су жестоко осуђивали његове идеје и пројекте. Такође, његова репутација радикалног социјалдемократе није га учинила популарним у љевичарском књижевном табору. Виктор Шкловски га је описао као „антикњижевни феномен“, Разумник Иванов га је описао као „највећи леш у руској књижевности“, док га је Корни Чуковски описао као књишког црва, који је потпуно "стран свему људском".
Дјело писца објављено у емиграцији било је, према совјетској књижевној енциклопедији из 1934. године, „изразити примјер идеолошке деградације и културне дегенерације бијеле емиграције.“ Максим Горки је написао: „Дмитриј Мерешковски, познати богопоклоник хришћанског модуса је мали човјек чија је књижевна дјелатност слична писаћој машини: свака врста је јасна и начитанка, али је бездушна и досадна.“ Његова изјава послужила је као лајтмотив погледа совјетске књижевне службе на Мерешковског деценијама. У совјетско вријеме, према ријечима Александра Мена, био је „агресивно заборављен“, његова дјела су била незванично забрањена све до раних 1990-их, када је капија реиздања отворила пут за озбиљну критичку анализу живота и насљеђа Мерешковског. и наслеђе.

## Изабрани радови

### Романи
- Трилогија Христ и Антихрист
  - Смрт богова. Јулијан Отпадник (1895)
  - Васкрсли богови. Леонардо да Винчи (1901)
  - Антихрист. Петар и Алексеј (1904-1905)
- Трилогија Царство звјери
  - Павле  (1908)
  - АлександарI (1911-1913)
  - 14. децембар (1918)
- Египатска дилогија
  - Рођење богова. Тутанкамон на Криту (1924)
  - Месија (1926-1927)

италијански романи
- Витез на коловрату (1895)
- Свети сатир (1895)
- Од Анатола Франса (1895)
- Љубав је јача од смрти (1896)
- Наука љубави (1896)
- Гвоздени прстен (1897)
- Трансформација (1897)
- Фирентинска новела из 15. вијека (1897)
- Хроника 16. вијека
- Микеланђело

### Филозофска и религиозна дјела
- Трилогија о Тројству и исконском хришћанству
  - Тајна три: Египат и Вавилон (1925)
  - Мистерија Запада: Атлантида-Европа (1930)
  - Исус непознат (1932-1934)
- Лице светих од Исуса до нас
  - Павле. Августин (1936)
  - Св. Фрањо Асишки (1938)
  - Јованка Орлеанка и треће краљевство духа (1938)
- Шпански мистици (1940-1941)
  - Св. Тереза од Исуса
  - Св. Јован од Крста
  - Мала Тереза

### Историјски есеји
- Дилогија о државницима
  - Наполеон (1929)
  - Данте (1939)
- Реформатори
  - Лутер
  - Калвин
  - Паскал